# Jean Garnier
Jean Garnier, francoski jezuit, zgodovinar, teolog in politik, * 11. november 1612, Pariz, † 26. november 1681, Bologna.
Garnier je veljal za enega najbolj izobraženih jezuitov svojega časa; svoje življenje je posveti preučevanje zgodovine zgodnjega krščanstva.